# Límit: 48 hores
Límit: 48 hores (títol original anglès: 48 Hrs.) és una pel·lícula estatunidenca dirigida per Walter Hill, estrenada el 1982 i doblada al català

## Argument
Dos homicides són empaitats per la policia, mentre que recerquen el botí d'un atracament comès per Reggie Hammond, un dels seus antics còmplices, actualment a la garjola. Per trobar-los, el policia Jack Cates necessita l'ajuda de Reggie. El veurà a la presó per sol·licitar la seva col·laboració però Hammond negocia la seva ajuda contra un permís de sortida. Jack farà doncs de manera que Reggie estigui en llibertat vigilada durant 48 hores, durant les quals l'ajudarà a trobar els seus antics còmplices.

## Repartiment
- Nick Nolte: Inspector Jack Cates
- Eddie Murphy: Reggie Hammond
- Annette O'Toole: Elaine
- Frank McRae: Haden
- James Remar: Albert Ganz
- Sonny Landham: Billy Bear
- Brion James: Ben Kehoe
- Kerry Sherman: Rosalie, una ostatge
- Jonathan Banks: Alan green
- James Keane: Vanzant
- Tara King: Frizzy, la recepcionista de l'hotel
- Greta Blackburn: Lisa, la prostituta de l'hotel
- Margot Rose: Casey
- Denise Crosby: Sally

## Al voltant de la pel·lícula
- 48 hores és la primera pel·lícula d'Eddie Murphy, que era llavors un còmic famós gràcies a l'emissió de Saturday Night Live.
- Gregory Hines va ser preseleccionat per interpretar Reggie Hammond. Però alguns conflictes van fer impossible la seva participació. D'altra banda, Eddie Murphy va reconèixer més tard que no era sinó la 4a o la 5a tria del director. En efecte, alguns actors com Richard Pryor, Howard E. Rollins Jr. o també Denzel Washington havien estat temptats.
- Mickey Rourke va refusar el paper de Jack Cates.
- David Patrick Kelly interpreta igualment un personatge anomenat Luther a The warriors (1979), una altra pel·lícula de Walter Hill.
- La paraula fuck apareix 48 vegades a la pel·lícula en versió original...
- En una biografia de 2008, Eddie Murphy revela que inicialment el seu personatge es deia Willie Biggs en el guió. Va suggerir canviar-lo, ja que era massa "el clixé del dolent black. Va suggerir llavors el nom de família Hammond. Reggie va ser llavors escollit per un membre de l'equip.

## Premis
- 1982: Millor música per a James Horner al Lafca Award
- 1983: Grand Prix al Festival du film policier de Cognac